# Klaatu (группа)
Klaatu — канадская прогрессив-рок-группа 70-х годов, состоящая из Джона Волощука, Ди Лонга и Терри Дрейпера и Терри Уоткинса. Изначально была анонимная группа. Ходили слухи, что группа представляла собой воссозданную «Битлз», но это было не так: у них действительно было очень «битлзское» звучание.
Назвали себя в честь посла Клаату из внеземной конфедерации, который посещает Землю со своим спутником-роботом Гортом в фильме «День, когда Земля остановилась». После записи двух синглов, не попавших в чарты, группа добавила в состав барабанщика Терри Дрейпера; данное трио составляло костяк группы на протяжении всего творческого пути группы.
На международном уровне поп-стиль прогрессивного рока привёл к тому, что группу стали называть «канадскими Битлз».
В 2005 году были выпущены различные неизданные и альтернативные версии в виде двойного компакт-диска «Sunset» и пластинки «Raarities».

## Участники
Джон Волощук — вокал, бас-гитара, фортепиано, клавишные, акустическая гитара (1973—1982, 1988, 2005)
Ди Лонг — вокал, электро- и акустическая гитары, клавишные (1973—1982, 1988, 2005)
Терри Дрейпер — барабаны, перкуссия, клавишные, вокал (1973—1982, 1988, 2005)
Терри Уоткинсон — Клавишные (1974—1988,2005)

## Дискография
Студийные альбомы
- 3:47 EST (за пределами Канады назван «Klaatu») (1976 Канада № 40, США № 32)
- Hope (1977 Канада № 49, США № 83)
- Sir Army Suit (1978)
- Endangered Species (1980 Канада № 55)
- Magentalane (1981 Канада № 26)

Сборники
- Klaatu Sampler (1981)
- Klaasic Klaatu (1982)
- Peaks (1993)
- Sun Set (2005)
- Raarities (2005)
- Solology (2009)